# هیجان (دیواندره)
هیجان یک روستا در ایران است که در استان کردستان واقع شده‌است. هیجان ۱۷۲ نفر جمعیت دارد.